# Éric Geoffroy

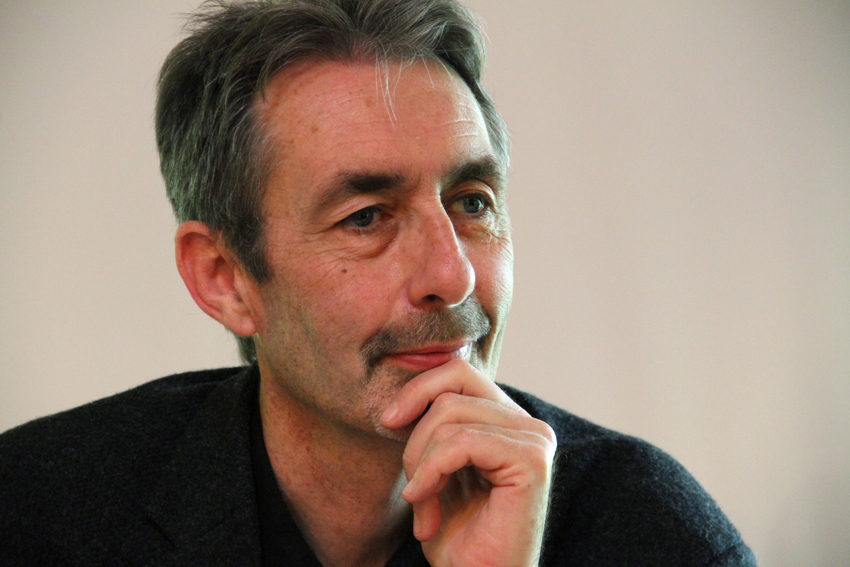
Eric Geoffroy (2012)

Éric Geoffroy (geb. 1956 in Belfort) ist ein französischer Religionswissenschaftler und Islamwissenschaftler, der auf den Sufismus spezialisiert ist.

## Wirken
Er ist Professor für Islamwissenschaft an der Universität Straßburg und Mitglied der Alawiya-Sufi-Bruderschaft von Ahmad al-Alawi (1874–1934), die aus der Darqawiyya (Shadhiliyya) hervorgegangen ist.
In der Tradition der frühen französischen Sufi-Studien stehend – insbesondere mit Ivan Aguéli und René Guénon im 19. und 20. Jahrhundert, zwei französischen initiierten Mitgliedern des Sufismus mit einer typisch französischen kulturellen Identität – untersucht Geoffroy die zahlreichen Einflüsse des Sufismus auf die westliche und europäische kulturelle Identität.
Er studierte insbesondere den Initiationspfad der Shadhiliyya, einer spirituellen Schule, die unter anderem über René Guénon auch im Westen bekannt wurde. Er arbeitete auch über den Emir und Freiheitskämpfer Abd el-Kader (1808–1883) und die Harmonie, die dieser zwischen Spiritualität und Moderne herstellen wollte.

## Publikationen (Auswahl)
- (1996) Artikel in: Popovic, Alexandre und Gilles Veinstein (Hrsg.): Les Voies d’Allah. Les ordres mystiques dans la monde musulman des origines à aujourd’hui. Paris: Fayard, 1996, ISBN 978-2-213-59449-1
  - L’apparition des voies : les khirqa primitives (Eric Geoffroy)
  - La "seconde vague" fin XIIIe – xve siècle (Eric Geoffroy)
  - La Châdhiliyya (Eric Geoffroy)
- 2010: Abd el-kader: un spirituel dans la modernité (Hrsg.), Albouraq, Paris.
- 2009: L'islam sera spirituel ou ne sera plus, Seuil, Paris.
- 2009: Le soufisme, voie intérieure de l'islam, Seuil (coll. Points-Sagesses), éd. Fayard, 2003.
- 2009: Le grand livre des prénoms arabes, Albouraq / Albin Michel, Paris (mit Néfissa Geoffroy).
- 2005: Une voie soufie dans le monde : la Shâdhiliyya. actes du colloque organisé par E. Geoffroy à la Bibliotheca Alexandrina en avril 03. Paris, Maisonneuve & Larose, 30 contributeurs, 550 S.
- 2003: Initiation au soufisme, éd. Fayard, Paris. Réédité en 2004 et en 2007. Ins Arabische (Kalima Translation, Abou Dhabi – Beirut, 2010) und Englische übersetzt (World Wisdom, USA, 2010).
- 2000: L'instant soufi, Actes Sud.
- 1998: La sagesse des maîtres soufis, éditions Grasset, Paris : présentation et traduction des Latâ'if al-minan d'Ibn 'Atâ' Allâh. (Spanische Übers. bei Mandala Ediciones, Madrid, 2008).
- 1997: Jihâd et contemplation - Vie et enseignement d'un soufi au temps des croisades, éditions Dervy, Paris. (korrigierte Neuauflage bei Albouraq, 2003).
- 1995: Le soufisme en Egypte et en Syrie sous les derniers Mamelouks et les premiers Ottomans : orientations spirituelles et enjeux culturels, thèse publiée par l'Institut Français d'Etudes Arabes de Damas, Damas-Paris, 595 S. (disponible à la librairie de l'Institut du Monde Arabe, et bientôt on line sur le site de l'IFPO). Online-Teilansicht*
- (2010) Introduction to Sufism: The Inner Path of Islam. 2010 (Online-Teilansicht)
- (2008) Geoffroy, E., "La voie du blâme: une modalité majeure de la sainteté en islam d’après l’exemple du cheikh 'Alī b. Maymūn al-Fāsī" in N. Amry and D. Gril (eds), Saints et sainteté dans le christianisme et l’islam (Paris, 2008), pp. 13 9–151
- (2014) Geoffroy, Eric. "al-Ghumārī, ʿAlī b. Maymūn al-Fāsī." Encyclopaedia of Islam, THREE. Edited by: Kate Fleet, Gudrun Krämer, Denis Matringe, John Nawas, Everett Rowson. Brill Online, 2014. Reference. 16. September 2014 <http://referenceworks.brillonline.com/entries/encyclopaedia-of-islam-3/al-ghuma-ri-ali-b-maymu-n-al-fa-si-COM_24847>